# فرد وايز
فرد وايز (بالإنجليزية: Fred Wise)‏ هو كاتب أغاني وشاعر أمريكي، ولد في 27 مايو 1915 في نيويورك في الولايات المتحدة، وتوفي بنفس المكان في 18 يناير 1966.

## وصلات خارجية
- فرد وايز على موقع IMDb (الإنجليزية)
- فرد وايز على موقع ميوزك برينز (الإنجليزية)
- فرد وايز على موقع قاعدة بيانات برودواي على الإنترنت (الإنجليزية)
- فرد وايز على موقع أول ميوزيك (الإنجليزية)
- فرد وايز على موقع ديسكوغز (الإنجليزية)